# Jacek Domański
Jacek Domański (ur. 20 stycznia 1941 we Lwowie) – polski aktor.
W kinie zadebiutował w roli Tadeusza w kultowym filmie przygodowym Pawła Komorowskiego Czerwone berety (1962). Wystąpił w filmach Andrzeja Wajdy – dramacie psychologicznym Wszystko na sprzedaż (1968) jako chłopak na pogrzebie aktora, dramacie politycznym Andrzeja Wajdy Człowiek z marmuru (1976) w roli dźwiękowca Agnieszki (Krystyna Janda) i biograficznym dramacie wojennym Korczak (1990) w roli policjanta żydowskiego bijącego Szlomę. W serialu Stanisława Barei Zmiennicy (1986) pojawił się jako Tadzio Karski, asystent reżysera.

## Życiorys
Urodził się we Lwowie jako syn pary aktorów teatralnych – Stefanii Domańskiej (z domu Gintel), także reżyserki teatralnej, i Wiktora Domańskiego. Ukończył Liceum Ogólnokształcące im. Czesława Tańskiego w Puszczy Mariańskiej. W 1967 ukończył studia na PWST w Warszawie. Jego wykładowcami byli: Aleksander Bardini, Ryszarda Hanin, Zofia Mrozowska, Jan Świderski i Zbigniew Zapasiewicz. Była „na roku” m.in. z Jerzym Zelnikiem, Danielem Olbrychskim, Markiem Bargiełowskiem, Piotrem Brzezińskim, Ireneuszem Kocyłakiem, Mariuszem Leszczyńskim, Włodzimierzem Nowakowskim, Henrykiem Rozenem, Andrzejem Siedleckim, Ewą Skarżanką, Karolem Stępkowskim i Witoldem Dębickim. Podczas studiów wystąpił w roli Joe Crowella Jr. w sztuce Thorntona Wildera Nasze miasto (1966) w reżyserii Aleksandra Bardiniego. W spektaklu dyplomowym Fantazy, czyli Nowa Dejanira Juliusza Słowackiego (1967) w reż. Jana Kreczmara zagrał Kałmuka, sługę majora rosyjskiego (Andrzej Siedlecki).
Po studiach otrzymał angaż od Aliny Obidniak, ówczesnej dyrektorki Teatru im. Wojciecha Bogusławskiego w Kaliszu, z którym był związany w latach 1967–1968 i gdzie miał miejsce jego debiut teatralny w roli Kadeta w sztuce Edmonda Rostanda Cyrano de Bergerac (10 listopada 1967). W Kordianie Juliusza Słowackiego (1968) w reż. Aliny Obidniak wystąpił jako Astaroth, IV Spiskowy, Szwajcar, stojący na kolumnie, drugi z ludu i dozorca.
Występował potem na scenach teatrów:
- Teatr Powszechny w Warszawie (1968–1969)
- Teatr Narodowy w Warszawie (1969–1970, 1980–1982)
- Teatr Zagłębia (1970–1971)
- Teatr Dramatyczny im. Aleksandra Węgierki w Białymstoku (1971–1976)
- Teatr Dramatyczny w Elblągu (1976–1977)
- Teatr im. Aleksandra Sewruka w Elblągu (1977–1978)
- Teatr Reduta 77 w Warszawie (1978–1979)

Był spadochroniarzem 6 PDPD, przez dwa lata służył w baterii plot, jako obsługa PKM–2. Potem jeszcze dwukrotnie występował na ekranie w mundurze spadochroniarza; w dramacie psychologicznym Andrzeja Wajdy Wszystko na sprzedaż (1968) i w 9. odcinku serialu 07 zgłoś się (1978) – pt. „Rozkład jazdy” jako oficer „czerwonych beretów”, były dowódca Dworczyka.
Jako maratończyk, trenował triathlon i przebiegł w swoim życiu ponad 100 martonów, w tym Maraton Solidarności i w 2014 podczas I Biegu Ludzi Teatru na XXXII Międzynarodowym Festiwalu Teatrów Ulicznych w Jeleniej Górze.

## Filmografia
- 1962: Czerwone berety − Tadeusz
- 1964: Banda − Felek
- 1965: Jutro Meksyk − Bronek, chłopak Majki
- 1966: Bokser − bokser, członek polskiej drużyny
- 1968: Dancing w kwaterze Hitlera − Andrzej, kolega Anki
- 1968: Wszystko na sprzedaż − chłopak na pogrzebie aktora
- 1969: Nowy − robotnik radzący Henrykowi jak zdobyć szafkę
- 1969: Znicz olimpijski − Franek
- 1975: Dyrektorzy − uczestnik zebrania (odc. 4)
- 1975: Trzecia granica − Słowak Ivo Miko
- 1976: Człowiek z marmuru − dźwiękowiec Agnieszki
- 1978–1987: 07 zgłoś się − oficer „czerwonych beretów”, były dowódca Dworczyka (odc. 9); pracownik CPN (odc. 19)
- 1978: Ślad na ziemi − kierowca (odc. 3)
- 1978: Umarli rzucają cień − „Adam”
- 1979: Doktor Murek − sublokator u Koziołkowej (odc. 4)
- 1979: Gazda z Diabelnej − niemiecki dywersant
- 1980: Ciosy
- 1981: Człowiek z żelaza − pracownik telewizji
- 1981: Yokohama − bywalec w „Klubie Aktora”
- 1983: Wierna rzeka − porucznik Bykow
- 1984: 111 dni letargu − więzień funkcyjny w szpitalu
- 1984: Baryton − fotoreporter w hallu w hotelu
- 1984: Bez końca − działacz opozycji, znajomy Stachów
- 1984: Lato leśnych ludzi − motocyklista
- 1984: Siedem życzeń − inżynier Tatarczyk
- 1985: Jezioro Bodeńskie − internowany
- 1985: Labirynt − strażnik w pałacu
- 1985: Rośliny trujące − strażnik w więzieniu
- 1985: Sam pośród swoich − UB-ek
- 1985: Temida − śledczy Kuratowski (odc. 1)
- 1986: Prywatne śledztwo − zabity kierowca ciężarówki
- 1986: Tulipan − milicjant aresztujący „Tulipana” przed parkiem (odc. 6)
- 1986: Weryfikacja − pijaczek w lokalu
- 1986: Zmiennicy − Tadzio Karski, asystent reżysera (odc. 4, 5 i 12)
- 1987: Dom − mężczyzna na Służewcu (odc. 12)
- 1987: Dorastanie − szef oddziału obrabiarek (odc. 4)
- 1987: Misja specjalna
- 1987: Rajski ptak − gość na urodzinach Anki
- 1987: Rzeka kłamstwa (odc. 7)
- 1987: Śmieciarz (odc. 4)
- 1987: Ucieczka z miejsc ukochanych − widz na przedstawieniu (odc. 4); członek oddziału „Leśnych” (odc. 7 i 8)
- 1987: W klatce − opryszek przed bankiem
- 1988: Akwen Eldorado − milicjant
- 1988: Banda Rudego Pająka − żołnierz (odc. 1 i 2)
- 1988: Chichot Pana Boga − bandyta napadający Sandrę
- 1988: Dotknięci − lekarz pogotowia wiozący do szpitala Oleńkę
- 1988: Królewskie sny − strażnik prowadzący Strasza (odc. 7)
- 1988: Pan Kleks w kosmosie − oficer kontroli lotów
- 1988: Pogranicze w ogniu − sierżant Pełka, pracownik tajnej kancelarii w sztabie w Toruniu (odc. 6)
- 1988: Pomiędzy wilki − pilot Stasio
- 1988: Powrót do Polski − powstaniec
- 1988–1990: W labiryncie − oficer UOP
- 1988: Zmowa − porucznik MO
- 1989: Lawa − mężczyzna grający w karty w scenie „Balu u Senatora”
- 1989: Odbicia (odc. 5)
- 1989: Po upadku − sanitariusz Romek
- 1989: Stan strachu − pytający Małeckiego o ogień na dworcu
- 1989: Tryumf ducha − Kapo
- 1989: Virtuti − żołnierz
- 1989: Wiatraki z Ranley − kierowca przywożący Jana do Ranley
- 1990: Domena władzy − fotograf na przyjęciu z okazji urodzin Słowaka
- 1990: Korczak
- 1990: Napoleon − Józef (odc. 1 i 6)
- 1990: Zabić na końcu
- 1991: Kuchnia polska − tajniak w mieszkaniu Szymanków
- 1991: Spokojny żywot − listonosz
- 1991: Kuchnia polska − tajniak w mieszkaniu Szymanków (odc. 1 i 2)
- 1993: Czterdziestolatek. 20 lat później − pracownik telewizji (odc. 12)
- 1993: Nowe przygody Arsena Lupin (odc. 1)
- 1995: Ekstradycja − właściciel restauracji na Starówce (odc. 1)
- 1997: 13 posterunek (odc. 2)
- 1997: Opowieści weekendowe: Linia opóźniająca − kierownik produkcji
- 1997: Brat naszego Boga
- 1997: Przystań − mężczyzna na zakończeniu roku szkolnego
- 1997: Sara − człowiek „Grubasa”
- 1998: Złoto dezerterów − kelner Fonsio
- 2000: Sukces − pan Jakub, kierownik PGR-u w Mrocznej
- 2000: Cud purymowy − szatniarz w restauracji
- 2002: Break Point
- 2002–2010: Samo życie − pracownik archiwum Ministerstwa Edukacji Narodowej
- 2003–2009: Na dobre i na złe − kierowca (odc. 136); Paweł, mąż Elizy (odc. 198 i 199); tragarz (odc. 369)
- 2003–2011: Na Wspólnej − Pierre Dovin, mistrz fryzjerski z Paryża
- 2006: Kryminalni − lekarz (odc. 58)
- 2006: Mrok − Maciej Rudzki (odc. 1)
- 2007: Dwie strony medalu − pracownik „Wumelu”
- 2007: Hela w opałach − prowadzący spotkanie AA (odc. 41)
- 2007: Odwróceni − świadek (odc. 2 i 3)
- 2008: Daleko od noszy − pacjent z radiem (odc. 140)
- 2009–2011: Plebania − Mieczysław Gacek
- 2013: Prawo Agaty − biegły alpinista (odc. 30)